# 世にも奇妙な物語 真夏の特別編
『世にも奇妙な物語 真夏の特別編』（よにもきみょうなものがたり まなつのとくべつへん）は、1993年7月30日にフジテレビ「金曜エンタテイメント」枠で放送された『世にも奇妙な物語』の特別編。

## 非常識宴会

### キャスト
- 種田肇 - 石黒賢
- 樋口 - 中原潤
- 菊村 - 市川勇
- 影山 - 遠山俊也
- 船田 - 田口浩正
- 森下 - 藤真京介
- 若林 - 吉家明仁
- 百合 - 金剛寺美樹
- 洋子 - 山崎真由美
- 佳代 - 利根川祐子
- 時子 - 柾木良子
- 社員 - 白川達士、嵯峨田啓子、三宅ゆりか
- 得意先のオヤジ - 山浦栄
- 中年の女経営者 - 中澤敦子
- 勝山 - 河原さぶ

### スタッフ
- 脚本 - 戸田山雅司
- 監督 - 大井利夫

## 隣の声

### キャスト
- 美佐子 - 松下由樹
- 高橋 - 若松俊秀
- 隣の隣の住人 - 澤山雄次
- 隣の女 - 青山雪菜
- 不動産屋 - でんでん
- 若い女 - 吉田真希子
- 実況中継 - 吉田伸男
- 緑 - あめくみちこ

### スタッフ
- 脚本 - 北川悦吏子
- 監督 - 落合正幸

## ガード下の出来事

### キャスト
- 男 - 菅原文太
- みゆき - 大寶智子
- 町子 - 植田あつき
- 中野 - 川上たけし
- 高田 - 斉藤暁
- 吉田 - 池田裕成
- 水野 - 菅原加織
- オヤジ - 牧口元美
- 社長さん - 岡野耕作
- 酔った男 - 高月忠
- 受付嬢 - 永野百合香
- 運転手 - 塚本健志

### スタッフ
- 原作 - 上野顕太郎「帽子男は眠れない」（講談社）
- 脚本 - 岡田惠和
- 監督 - 坂本太郎

## ラブチェアー

### キャスト
- 早乙女麦子 - 南果歩
- 福山聡 - 石橋保
- 福山久美 - 中島ひろ子
- 警官 - 二宮寛、五野上力
- 家具屋の店員 - 村澤俊彦
- レポーター - 増田雄一
- 劇団員 - 風間将義

### スタッフ
- 原作 - 大木三千代「ラブチェアー」（メディアックス）
- 脚本 - 野依美幸
- 監督 - 山田大樹

## いじめられる女

### キャスト
- 佐野寛一 - 大鶴義丹
- 加納宮子 - 水野真紀
- 加納宗徳 - 石橋蓮司
- 加納礼子 - 新藤恵美
- 小田孝枝 - 石川真希
- 主婦 - 阿部光子、北島京子、井上裕季子

### スタッフ
- 原作 - 村田基「愛の衝撃」（早川書房）
- 脚本 - 田辺満
- 監督 - 小椋久雄

## アバンストーリー「国境」
世にも奇妙な物語の放映作品一覧#特別編を参照。